# Hrungnir

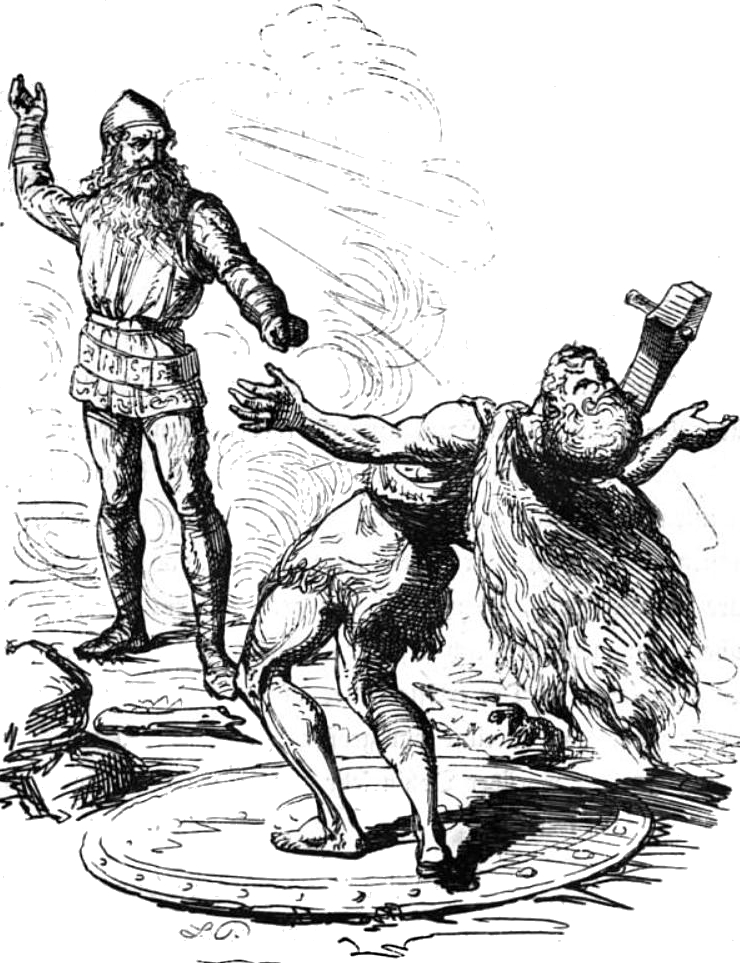
Thor tuant Hrungnir

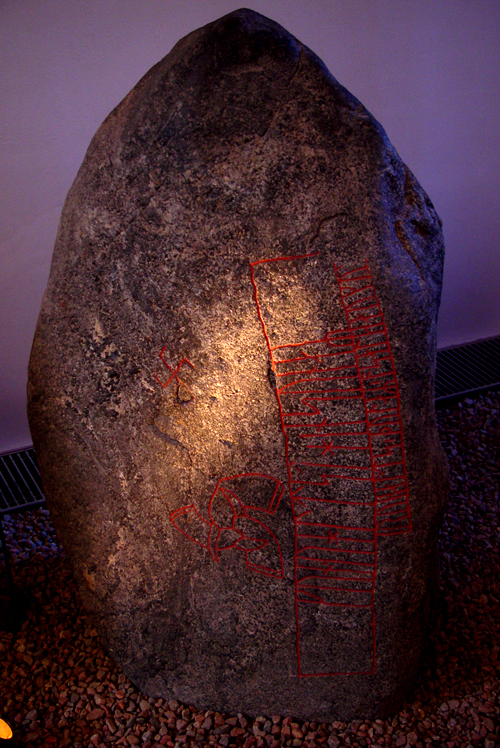
La pierre runique de Snoldelev. On voit le cœur de Hrungnir (trois cornes entrelacées).

Hrungnir  (« le bruyant » ou pouvant signifier « être grand et lourdaud ») est un géant de la mythologie nordique, vivant aux Jötunheim. Il est le plus fort des géants des glaces.

## Le cœur de Hrungnir (v. isl.Hrungnishjarta)
Son cœur est en pierre et est particulièrement connu. Selon la description donnée par Snorri Sturluson dans l'Edda, il a les bords tranchants et présente trois cornes saillantes. Ce cœur semble avoir été représenté en tant que symbole magique sur certaines pierres runiques ou autres bâtiments. Ainsi, comme dit par François-Xavier Dillmann dans sa traduction de l’Edda, le triscèle figurant sur la pierre runique de Snoldelev (île de Seelande, Danemark) pourrait en être une représentation. Régis Boyer, pour qui ce signe a pu jouer un rôle dans le rituel mortuaire, juge sa ressemblance avec le triscèle celtique « troublante ».

## Autres attributs
Sa tête est de pierre, ainsi que son bouclier. Il se bat avec une pierre à aiguiser et sa monture est le cheval Gullfaxi ("crinière d'or").

## La course contre Odin et le combat qui s'ensuivit
Hrungnir défie Odin à la course de chevaux, persuadé que son destrier Gullfaxi remporterait la victoire sur Sleipnir. Il n'en est rien toutefois, car Odin conserve toujours sur lui une colline d'avance. Après sa victoire, Odin lui propose l'hospitalité, car à force de galoper, ils étaient arrivés à Ásgard sans même s'en apercevoir. Au cours du festin, Hrungnir, en état d’ébriété, menace de transporter le Valhalla jusqu'à Jotunheim et de massacrer tous les dieux sauf Sif et Freyja. Il affirme enfin qu'il boirait toute la bière des Ases.
Thor, qui revenait d'une expédition aux Jǫtunheimar, intervient et Hrungnir le défie. Mais ne disposant pas de ses armes, il déclare que Thor serait coupable d'infamie s'il l'attaquait en situation d'infériorité. Thor ne veut pas se déshonorer, d'autant que Hrungnir était le premier à lui faire l'honneur de le défier. Hrungnir rentre donc chez lui et avec l'aide des autres géants, il construit un être d'argile nommé Mokkurkalfi, pour combattre aux côtés de Hrungnir.
Thor vient accompagné de son serviteur Thjalfi. Engageant le combat, il lance son marteau, Mjöllnir, qui heurte l'arme de pierre du Géant de glace ; celle-ci éclate en morceaux, dont certains se fichent dans le crâne de Thor. Néanmoins Mjöllnir fracasse le crâne de Hrungnir, qui tombe à terre. Dans sa chute, il tombe sur Thor qui se retrouve immobilisé sous une des jambes de son adversaire. Sa force, même conjuguée à celle de Thialfi, ne suffit pas à le dégager.
Ils appellent alors Magni, le fils de Thor et de la géante Járnsaxa. L'enfant, âgé de trois ans, dégage facilement son père avant de déclarer, que s'il avait affronté le géant en premier, il l'aurait abattu à mains nues. Fier de son fils, Thor lui offre son cheval Gullfaxi.